# Лари Котилайнен
Лари Котилайнен — финский лингвист, исследователь кафедры финского языка и культуры Хельсинкского университета, доктор философии (Ph.D). В 2007 году защитил докторскую диссертацию об изменении грамматики финского языка «Динамика конструкций» (фин. Konstruktioiden dynamiikkaa, 2007). Автор многочисленных статей и учебников финского языка. Котилайнен преподавал финский язык в университетах Уппсалы, Кёльна, Саранска, принимает активное участие в общественных дискуссиях по языковым вопросам, ведет колонки о финском языке в ряде СМИ Финляндии, а также популярный блог «Защитник финского» (фин. Suomensuojelija). Автор текстов популярной рок-группы для детей «Рок-грызуны».

## Автор книг
- Suomensuojelija, ohjekirja kielen pelastamiseen, WSOY 2009
- Lari Kotilainen & Katja Kokkarinen, Kaarina Nivala, Ammattiäikkä, Otava 2009
- Kiellon lumo. Kieltoverbitön kieltokonstruktio ja sen kiteytyminen, SKS 2007
- Konstruktioiden dynamiikkaa, 2007 (диссертация)
- Lari Kotilainen & Annukka Varteva, Mummonsuomi laajakaistalla, WSOY 2006

## Составитель сборников
- Kielet kohtaavat, toim. Lari Kotilainen & Jyrki Kalliokoski ja Päivi Pahta, 2009
- Maailman vaikein kieli, toim. L. K. & Annukka Varteva. 2002